# Chucuito
15°53′38″S 69°53′20″V / 15.89389°S 69.88889°V
Chucuito er en mindre by i Chucuito distriktet i provinsen Puno i Peru. Byen ligger 18 km fra byen og er beliggende 3.875 meter over havets overflade. Befolkningen var ved folketællingen i 2007 7.913 indbyggere.

## Galleri
- Kirken i Chucuito
- Foran Antagelsens Kirke i Chucuito
- Skulpturer uden hoved
- Kirken i Chucuito
- Indenfor i kirken i Chucuito